# Сент-Илер-де-Рье
Сент-Илер-де-Рье (фр. Saint-Hilaire-de-Riez) — коммуна на западе Франции, регион Пеи-де-ла-Луар, департамент Вандея, округ Ле-Сабль-д’Олон, центр кантона Сент-Илер-де-Рье. Расположена на берегу Бискайского залива в 48 км к западу от Ла-Рош-сюр-Йона и в 72 км к юго-западу от Нанта, в 41 км от автомагистрали А87. В центре коммуны находится железнодорожная станция Сент-Илер-де-Рье линии Нант–Сен-Жиль-Круа-де-Ви.
Население (2019) — 11 297 человек.

## Достопримечательности
- Церковь Святого Илария
- Бельведер Аррондо – смотровая площадка на уступе над морским побережьем
- «Дьявольская дыра» – морская пещера на побережье

## Экономика
Структура занятости населения:
- сельское хозяйство — 3,0 %
- промышленность — 19,7 %
- строительство — 10,1 %
- торговля, транспорт и сфера услуг — 41,5 %
- государственные и муниципальные службы — 25,7 %

Уровень безработицы (2019) — 14,5 % (Франция в целом — 12,9 %, департамент Вандея — 10,5 %). 

Среднегодовой доход на 1 человека, евро (2019) — 22 830 (Франция в целом — 21 930, департамент Вандея — 21 550).

## Демография
Динамика численности населения, чел.

## Администрация
Пост мэра Сент-Илер-де-Рье с 2020 года занимает Катя Вьель (Kathia Viel). На муниципальных выборах 2020 года возглавляемый ею левый список победил во 2-м туре, получив 52,28 % голосов (их трех списков).
| Период | Период | Фамилия       | Партия                                       | Примечания                                                                   |
| ------ | ------ | ------------- | -------------------------------------------- | ---------------------------------------------------------------------------- |
| 1971   | 1987   | Луи Кево      | Разные правые Союз за французскую демократию | подрядчик общественных работ, член Генерального совета департамента, сенатор |
| 1987   | 1989   | Анри Мишино   |                                              |                                                                              |
| 1989   | 2014   | Жак Фрес      | Социалистическая партия Разные левые         | врач                                                                         |
| 2014   | 2020   | Лоран Буделье | Союз демократов и независимых Разные правые  | управляющий компанией, член Генерального совета департамента                 |
| 2020   |        | Катя Вьель    | Разные левые                                 | медсестра                                                                    |

## Галерея

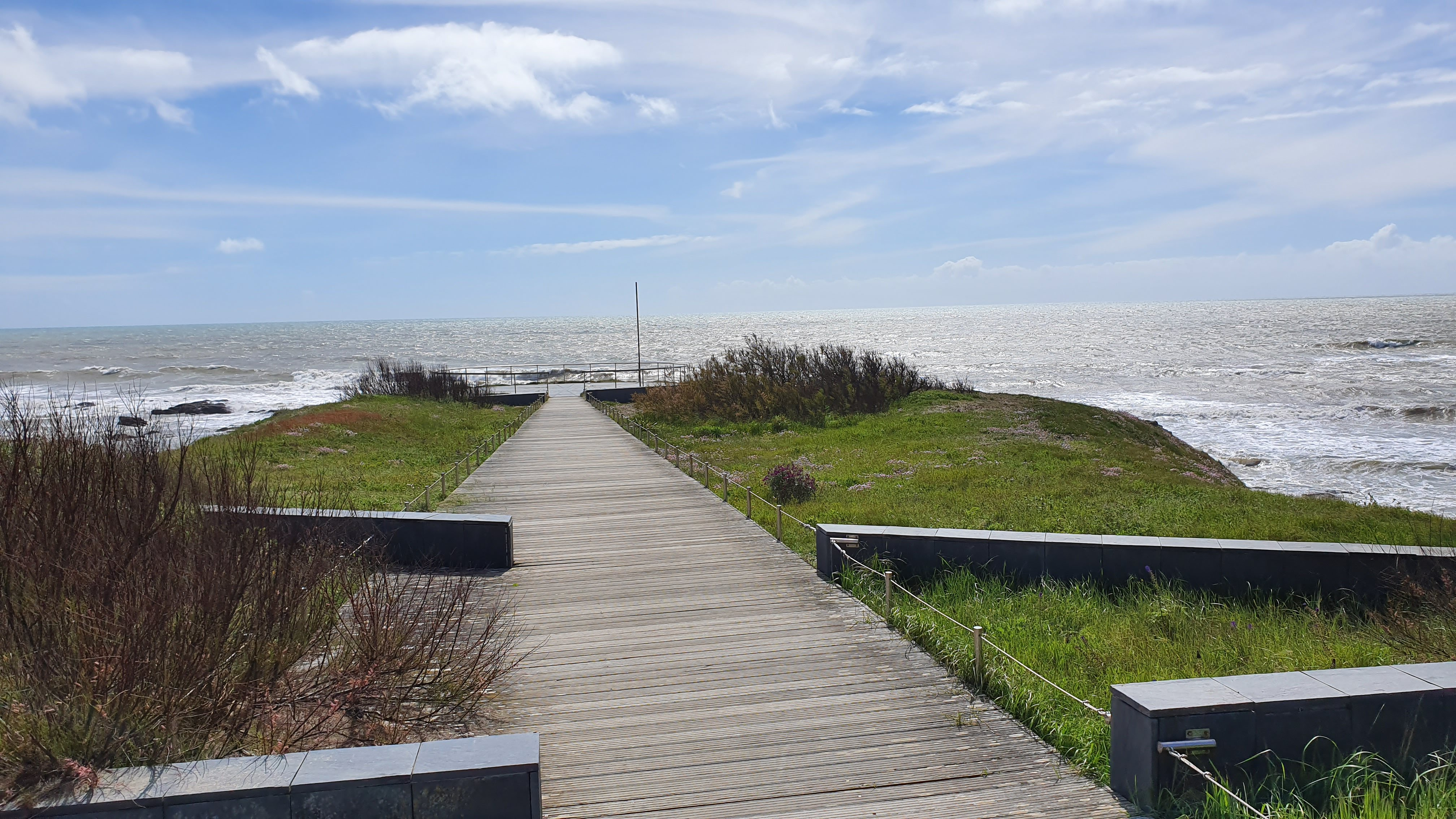
Бельведер Аррондо
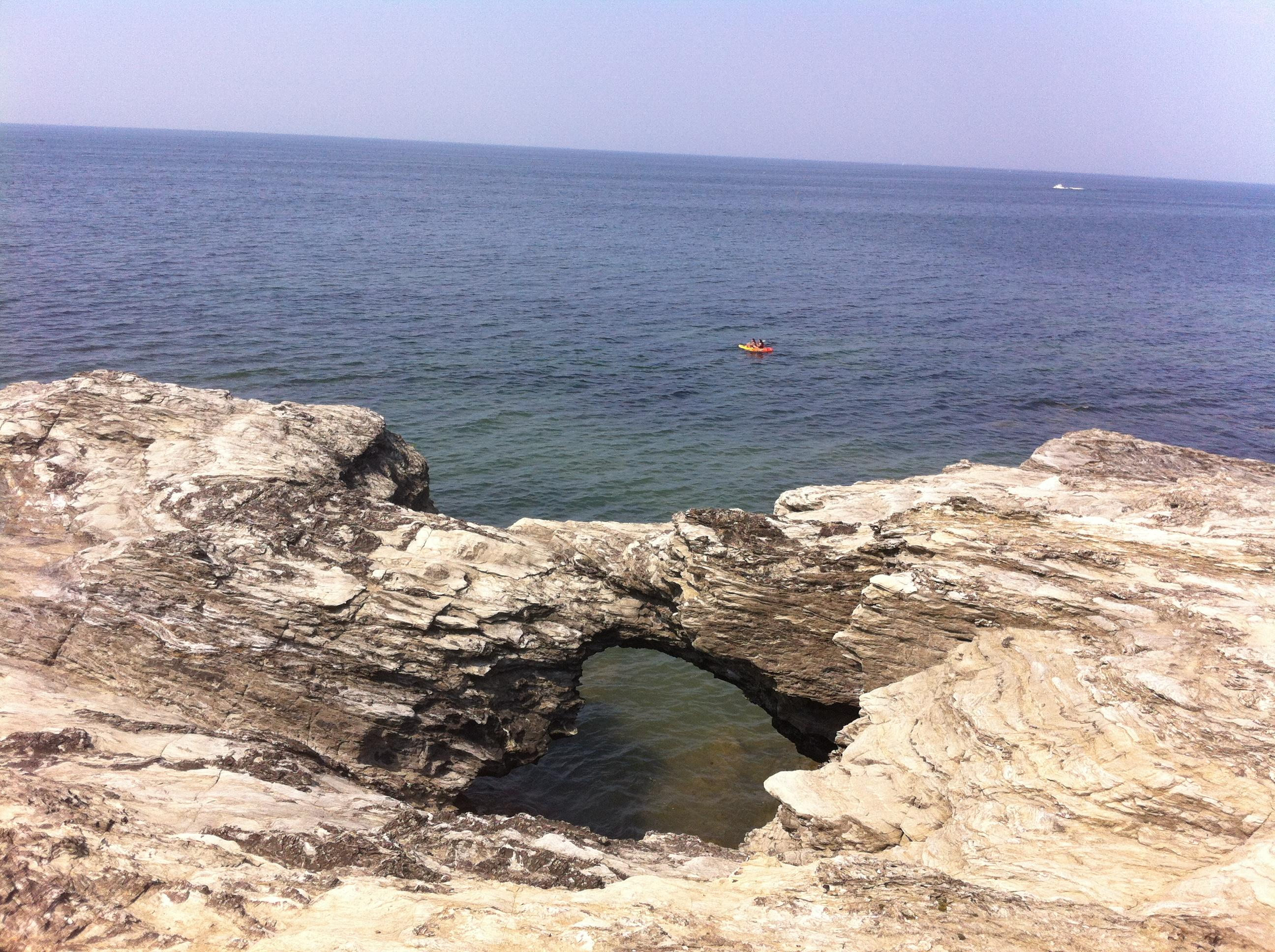
Пещера «Дьявольская дыра»
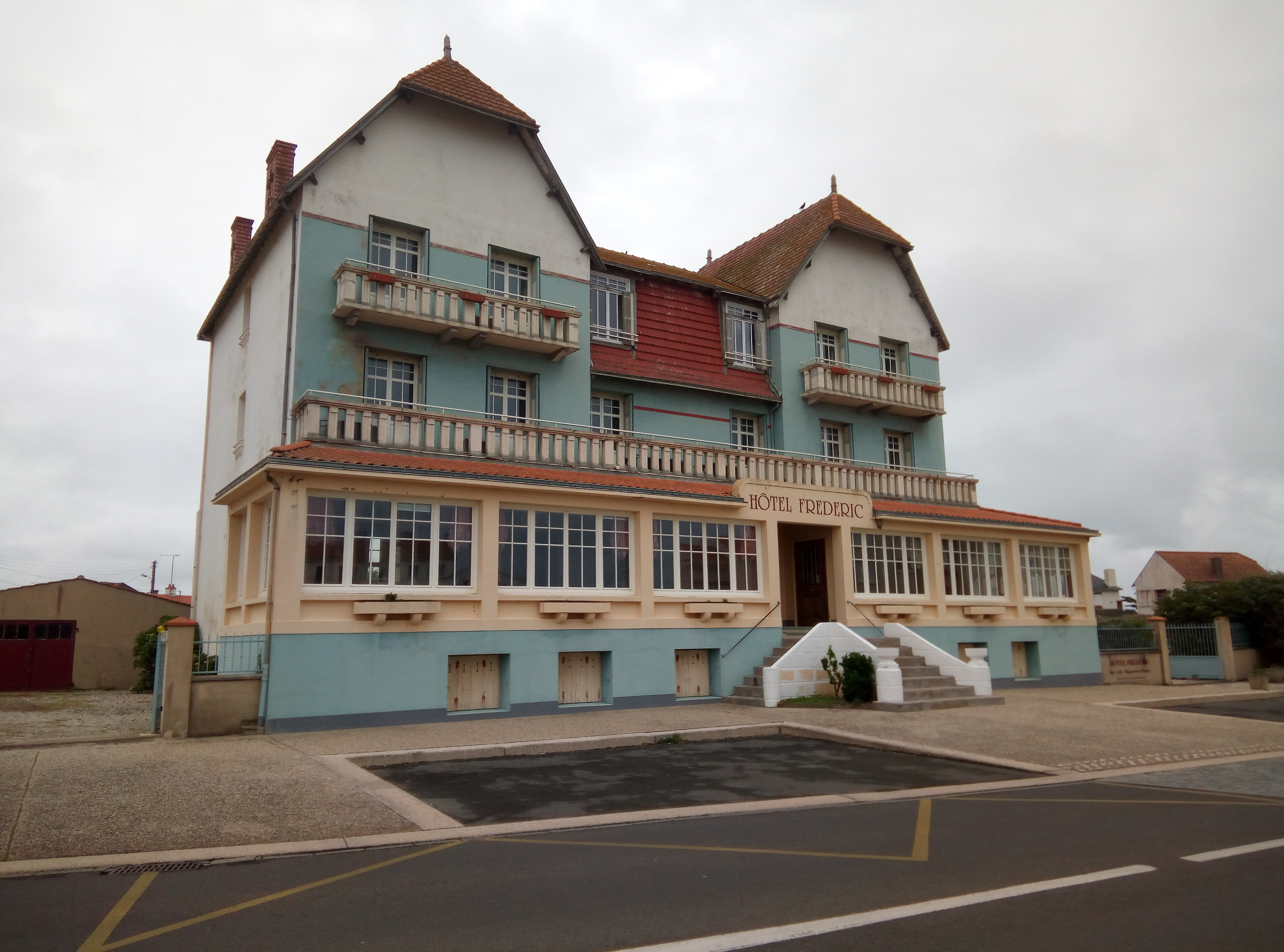
Отель «Фредерик»
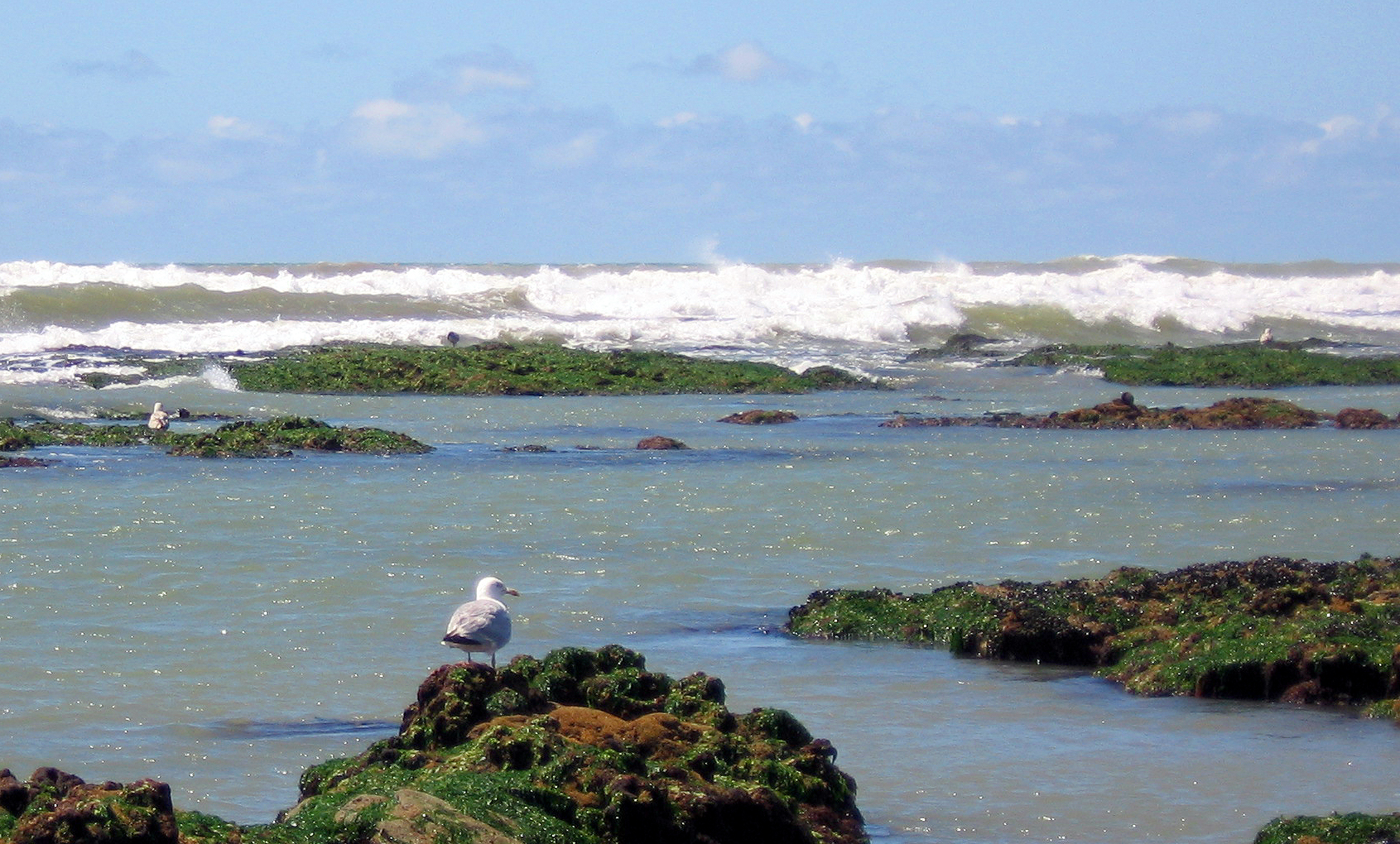
Морское побережье